# S Club 7
Az S Club 7 brit popegyüttes volt Londonból. Az együttest a Spice Girls korábbi menedzsere, Simon Fuller hozta létre. Tagjai Bradley McIntosh, Hannah Spearritt, Jo O'Meara, Jon Lee, Paul Cattermole, Rachel Stevens és Tina Barrett voltak. 1998-ban alakultak, és hamar hírnevet szereztek maguknak saját televíziós sorozatukkal. Az S Club 7 négy stúdióalbumot és 11 kislemezt jelentetett meg, és több, mint 10 millió lemezt adtak el világszerte.
Az együttest Simon Fuller hozta létre, aki leszerződtette őket a Polydor Records kiadóhoz. Műsoruk négy évadot élt meg, és 100 országban népszerű lett, ahol a műsort több, mint 90 millióan nézték. A műsor – ami gyerekeknek szóló sitcom volt – gyakran tükrözte a valós eseményeket, például Spearritt és Cattermole kapcsolatát, és Cattermole kilépését. Ő 2002-ben hagyta el az együttest, melynek hatására felreppentek a pletykák, hogy feloszlanak. 2003. április 21.-én bejelentették feloszlásukat.

## Története
Simon Fuller elmondta, hogy az együttes ötlete akkor merült fel benne, amikor a Spice Girls kirúgta. Az együttest a Spice Girls „folytatásának” szánta. Több, mint 10.000-en jelentkeztek a válogatásra; Rachel Stevens volt az egyetlen, aki nem jelentkezett az együttesbe. Helyette a 19 Management két producere megkérte őt, hogy menjen a stúdióba és rögzítsen egy demó lemezt Fullernek. Jo O'Mearát és Paul Cattermole-t producerek szúrták ki és megkérték, hogy csatlakozzanak a meghallgatáshoz. Miután a The Stage-ben hirdették a meghallgatást, Jon Lee, Hannah Spearritt, Tina Barrett és Bradley McIntosh csatlakoztak a többiekhez.
Ezután elmentek Olaszországba, hogy megismerjék egymást. Stevens azt mondta, hogy a "kezdettől fogva jól érezték magukat".  A tagok azt mondták, hogy az S Club 7 névben az S a Simon rövidítése, de több elmélet van a név eredetére. A Popjustice oldalon található leírás szerint eredetileg majdnem "Sugar Club" volt a nevük. Egy másik elmélet szerint azért van az S betű a nevükben, mert az S a „seven” szó első betűje. McIntosh egy 2012-es interjúban elmondta, hogy Simon Fuller sikerének nagy része a 19-es számban rejlik, és mivel az S az ábécé tizenkilencedik betűje, így került a névbe.
Első nagylemezük 1999-ben jelent meg.
Paul Cattermole 2002-ben szállt ki az együttesből, a többiek S Club néven folytatták. Habár a tagok optimisták voltak, hogy meghosszabbodott a szerződésük, a média már nem volt ilyen derűlátó, tekintve, hogy sem a Spice Girls, sem a Take That nem bírta ki egy tag kilépése után. 2003-ban be is jelentették, hogy feloszlanak.
2014-ben bejelentették, hogy újra összeállnak Fuller támogatásával. Cattermole tagadta a bejelentéseket, de kijelentette, hogy az újraegyesülés "rohadt közel van". Október 22.-én bejelentették, hogy az együttes hét tagja újra összeáll, és négy nagy slágerük egyvelegét játsszák. November 17.-én bejelentették, hogy turnéra indulnak; 2015 májusában turnéztak. Az együttes ezután újra megjelentette 2003-as válogatáslemezét egy eddig kiadatlan dallal, majd ezután véglegesen feloszlottak.

## Diszkográfia
- S Club (1999)
- 7 (2000)
- Sunshine (2001)
- Seeing Double (2002)